# اومنتوم بزرگ
در شکم، اومنتوم یا چادُرینه، پرده‌ای است که احشاء را به‌هم متصل می‌کند. اومنتوم  چینی از صفاق است که از معده به اندام‌های مجاور آن کشیده شده‌است. اومنتوم ، روده‌ها را پوشانده و از دو لایه تشکیل می‌شود: اومنتوم  بزرگ یا اومنتوم بزرگ (انگلیسی: Greater omentum) و اومنتوم  کوچک.
اومنتوم  بزرگ یک چین بزرگ صفاقی است که از خمیدگی بزرگ معده مثل یک پیش‌بند به طرف پایین آویزان شده و حلقه‌های روده‌ها را به میزان زیادی پوشانده‌است. اومنتوم  بزرگ خمیدگی بزرگ معده را به پس‌روده (کولون) عرضی و روده‌بند عرضی وصل می‌کند.
اومنتوم  یک پوشش دولایهٔ متحرک، انعطاف‌پذیر و غنی از عروق صفاقی و چربی است که فعالانه در کنترل التهاب و عفونت در صِفاق شرکت دارد. ساختمان اومنتوم  برای پوشانیدن احشاء توخالی در حال نشت (نظیر زخم پاره‌شده) یا محدود کردن منطقهٔ عفونت (مثلاً عفونت ناشی از پارگی آپاندیس) و برای رسانیدن جریان خون کولترال به احشاء دچار ایسکمی بسیار مناسب است. اعمال ضدباکتریایی آن عبارتند از: جذب ذرات ریز و رساندن فاگوسیت‌هائی که می‌توانند باکتری‌های اوپسونیزه نشده را تخریب کنند.
به چربی رقیق اومنتوم ، چادرپیه می‌گویند. در حیوانات، این اصطلاح برای اشاره به چربی تُنُک بالای شکمبه و روده استفاده می‌شود.

## بخش‌ها
اومنتوم  بزگ از چهار لایهٔ صفاقی تشکیل شده که همگی آنها با هم یکی می‌شوند تا یک غشای نازک سوراخ دار محتوی مقادیر متنوعی چربی را بسازند.
اتصالات:
دو لایهٔ قدامی از خم بزرگ معده به میزان زیادی پایین می‌آیند و بر روی خودشان تا می‌خورند تا دو لایهٔ خلفی که به طرف سطح قدامی لوزالمعده (سر و کنار قدامی تنه) بالا می‌روند را بسازند. تا خوردن به این صورت است که لایهٔ اول به چهارمین لایه و لایهٔ دوم به سومین لایه تبدیل می‌شود. در قسمت فوقانی چهارمین لایه به‌طور نسبی با سطح قدامی پس‌روده (کولون) عرضی و روده‌بنذ (مزوکولون) عرضی اتصال می‌یابد.

## محتویات
- آناستوموز بین رگ‌های گاسترواپی‌پلوئیک راست و چپ در حد فاصل بین دو لایهٔ اول اومنتوم  بزرگ زیر خم بزرگ معده
- همیشه مملو از چربی است.

## کارکرد
۱_ محل ذخیرهٔ چربی است
۲_ به خاطر حضور ماکروفاژها در آن حفرهٔ صفاقی را در برابر عفونت محافظت می‌کند. تجمع ماکروفاژها نقاط کوچک و متراکمی به نام نقاط شیری (milky spots) را به جود آورده‌است که با چشم غیر مسلح دیده می‌شود.
۳_ با حرکت به طرف محل عفونت و جدا کردن آن از نواحی اطراف از گسترش عفونت جلوگیری می‌کند. به همین دلیل اومنتوم  بزرگ را پلیس شکم می‌گویند.
اومنتوم  بزرگ بخش‌های بالاپس‌روده‌ای (سوپراکولیک) و زیرپس‌روده‌ای (اینفراکولیک) کیسهٔ مهتر را از هم جدا می‌کند.